# Tauroraphidia netrix
Tauroraphidia netrix är en halssländeart som beskrevs av H. Aspöck et al. 1982. Tauroraphidia netrix ingår i släktet Tauroraphidia och familjen ormhalssländor. Inga underarter finns listade i Catalogue of Life.